# Gladys Knight & the Pips/Diskografie
Diese Diskografie ist eine Übersicht über die musikalischen Werke der US-amerikanischen Soul-Band Gladys Knight & the Pips. Den Schallplattenauszeichnungen zufolge hat sie bisher mehr als 9,4 Millionen Tonträger verkauft, davon alleine in ihrer Heimat über 7,5 Millionen. Ihre erfolgreichste Veröffentlichung ist die Single Midnight Train to Georgia mit über 1,6 Millionen verkauften Einheiten.

## Alben

### Studioalben
| Jahr | Titel Musiklabel Katalog-Nr.                              | Höchstplatzierung, Gesamtwochen, AuszeichnungChartplatzierungen (Jahr, Titel, Musiklabel Katalog-Nr., Platzierungen, Wochen, Auszeichnungen, Anmerkungen) | Höchstplatzierung, Gesamtwochen, AuszeichnungChartplatzierungen (Jahr, Titel, Musiklabel Katalog-Nr., Platzierungen, Wochen, Auszeichnungen, Anmerkungen) | Höchstplatzierung, Gesamtwochen, AuszeichnungChartplatzierungen (Jahr, Titel, Musiklabel Katalog-Nr., Platzierungen, Wochen, Auszeichnungen, Anmerkungen) | Anmerkungen |
| Jahr | Titel Musiklabel Katalog-Nr.                              | UK | US | R&B | Anmerkungen |
| ---- | --------------------------------------------------------- | --- | --- | --- | --- |
| 1962 | Letter Full of Tears Fury 1003                            | — | — | — | Erstveröffentlichung: 1962 |
| 1964 | Gladys Knight and the Pips Maxx 3000                      | — | — | — | Erstveröffentlichung: 1964 |
| 1967 | Everybody Needs Love Soul 706                             | — | US60 (24 Wo.)US | R&B12 (26 Wo.)R&B | Erstveröffentlichung: 1. September 1967 Produzent: Norman Whitfield |
| 1968 | Feelin’ Bluesy Soul 707                                   | — | US158 (13 Wo.)US | R&B12 (21 Wo.)R&B | Erstveröffentlichung: Mai 1968 Produzent: Norman Whitfield |
| 1968 | Silk n’ Soul Soul 711                                     | — | US136 (16 Wo.)US | R&B11 (24 Wo.)R&B | Erstveröffentlichung: Dezember 1968 Produzent: Norman Whitfield |
| 1969 | Nitty Gritty Soul 713                                     | — | US81 (10 Wo.)US | R&B11 (21 Wo.)R&B | Erstveröffentlichung: September 1969 Produzent: Norman Whitfield |
| 1971 | If I Were Your Woman Soul 731                             | — | US35 (26 Wo.)US | R&B4 (25 Wo.)R&B | Erstveröffentlichung: Mai 1971 Produzenten: Clay McMurray, Joe Hinton, Johnny Bristol |
| 1972 | Standing Ovation Soul 736                                 | — | US60 (24 Wo.)US | R&B11 (22 Wo.)R&B | Erstveröffentlichung: 9. Dezember 1971 Produzenten: Clay McMurray, Johnny Bristol |
| 1973 | Neither One of Us Soul 737                                | — | US9 (30 Wo.)US | R&B1 (32 Wo.)R&B | Erstveröffentlichung: Februar 1973 Produzenten: Clay McMurray, Johnny Bristol, Joe Porter, Dino Fekaris, Nick Zesses, Hal Davis                                                               |
| 1973 | All I Need Is Time Soul 739                               | — | US70 (21 Wo.)US | R&B14 (23 Wo.)R&B | Erstveröffentlichung: Juni 1973 Produzenten: Clay McMurray, Johnny Bristol, Joe Porter, Hal Davis                                                                                             |
| 1973 | Imagination Buddah 5141                                   | — | US9 Gold · (61 Wo.)US | R&B1 (53 Wo.)R&B | Erstveröffentlichung: 1. Oktober 1973 Produzenten: Kenny Kerner, Richie Wise, Tony Camillo |
| 1973 | It Hurt Me so Bad auch bekannt als: Flying High Trip 9509 | — | — | — | Erstveröffentlichung: 1973 |
| 1974 | Knight Time Soul 741                                      | — | US139 (11 Wo.)US | R&B29 (11 Wo.)R&B | Erstveröffentlichung: März 1974 Produzenten: Clay McMurray, Johnny Bristol, Joe Porter, Joe Hinton, Al Kent                                                                                   |
| 1974 | I Feel a Song Buddah 5612                                 | UK20 Silber · (15 Wo.)UK | US17 Gold · (41 Wo.)US | R&B1 (34 Wo.)R&B | Erstveröffentlichung: November 1974 Produzenten: Burt Bacharach, Tony Camillo, Ralph Moss, Bubba Knight, Edward Patten, Gladys Knight, William Guest, Kenny Kerner, Richie Wise, Bill Withers |
| 1975 | A Little Knight Music Soul 744S1                          | — | — | — | Erstveröffentlichung: März 1975 |
| 1975 | 2nd Anniversary Buddah 5639                               | — | US24 Gold · (16 Wo.)US | R&B4 (15 Wo.)R&B | Erstveröffentlichung: Oktober 1975 Produzenten: Eugene McDaniels, Kenny Kerner, Richie Wise                                                                                                   |
| 1977 | Still Together Buddah 5689                                | UK42 (3 Wo.)UK | US51 (21 Wo.)US | R&B18 (14 Wo.)R&B | Erstveröffentlichung: April 1977 Produzenten: Charles Kipps, Van McCoy, Jerry Peters, Tony Camillo                                                                                            |
| 1977 | At Last … The Pips Casablanca 7081                        | — | — | — | Erstveröffentlichung: 28. Dezember 1977 als The Pips, ohne Gladys Knight |
| 1978 | The One and Only … Buddah 5701                            | — | US145 (6 Wo.)US | R&B30 (7 Wo.)R&B | Erstveröffentlichung: Juni 1978 Produzenten: Bruce Hawes, Charles Kipps, Michael Masser, Rina Sinakin, Van McCoy, Richie Wise, Tony Camillo                                                   |
| 1978 | Callin’ Buddah 5701                                       | — | — | — | Erstveröffentlichung: 14. August 1978 als The Pips, ohne Gladys Knight |
| 1980 | About Love Columbia 36387                                 | — | US48 (18 Wo.)US | R&B5 (23 Wo.)R&B | Erstveröffentlichung: Mai 1980 Produzenten: Ashford & Simpson |
| 1981 | Touch Columbia 37086                                      | — | US109 (8 Wo.)US | R&B22 (39 Wo.)R&B | Erstveröffentlichung: August 1981 Produzenten: Ashford & Simpson, Gladys Knight |
| 1983 | Visions Columbia 38205                                    | — | US34 Gold · (33 Wo.)US | R&B3 (53 Wo.)R&B | Erstveröffentlichung: Mai 1983 Produzenten: Edmund Sylvers, Joey Gallo, Rickey Smith, Bubba Knight, Gladys Knight, Sam Dees, Richard Randolph, William Zimmerman, Wilmer Raglin               |
| 1985 | Life Columbia 39423                                       | — | US126 (12 Wo.)US | R&B31 (22 Wo.)R&B | Erstveröffentlichung: März 1985 Executive Producer: Larkin Arnold |
| 1987 | All Our Love MCA 42004                                    | UK80 (1 Wo.)UK | US39 Gold · (27 Wo.)US | R&B1 (34 Wo.)R&B | Erstveröffentlichung: November 1987 Executive Producer: Bubba Knight, Gladys Knight |

grau schraffiert: keine Chartdaten aus diesem Jahr verfügbar

### Livealben
- 1970: All in a Knight’s Work
- 1996: The Lost Live Album
- 1998: Live at the Roxy

### Kompilationen
| Jahr | Titel Musiklabel Katalog-Nr.              | Höchstplatzierung, Gesamtwochen, AuszeichnungChartplatzierungen (Jahr, Titel, Musiklabel Katalog-Nr., Platzierungen, Wochen, Auszeichnungen, Anmerkungen) | Höchstplatzierung, Gesamtwochen, AuszeichnungChartplatzierungen (Jahr, Titel, Musiklabel Katalog-Nr., Platzierungen, Wochen, Auszeichnungen, Anmerkungen) | Höchstplatzierung, Gesamtwochen, AuszeichnungChartplatzierungen (Jahr, Titel, Musiklabel Katalog-Nr., Platzierungen, Wochen, Auszeichnungen, Anmerkungen) | Anmerkungen                                                            |
| Jahr | Titel Musiklabel Katalog-Nr.              | UK | US | R&B | Anmerkungen                                                            |
| ---- | ----------------------------------------- | --- | --- | --- | ---------------------------------------------------------------------- |
| 1970 | Greatest Hits Soul 723                    | — | US55 (16 Wo.)US | R&B5 (20 Wo.)R&B | Erstveröffentlichung: März 1970                                        |
| 1972 | Anthology Motown 792 (2)                  | — | US77 (23 Wo.)US | R&B10 (16 Wo.)R&B | Erstveröffentlichung: November 1972 R&B-Charteinstieg erst im Mai 1974 |
| 1975 | A Little Knight Music Soul 744            | — | US164 (4 Wo.)US | R&B32 (4 Wo.)R&B | Erstveröffentlichung: April 1975                                       |
| 1976 | The Best Of Buddah 5653                   | UK6 Gold · (43 Wo.)UK | US36 (15 Wo.)US | R&B8 (16 Wo.)R&B | Erstveröffentlichung: Januar 1976                                      |
| 1977 | 30 Greatest K-Tel NE 1004                 | UK3 Platin · (22 Wo.)UK | — | — | Erstveröffentlichung: Oktober 1977                                     |
| 1980 | The Touch of Love K-Tel NE 1090           | UK16 Silber · (6 Wo.)UK | — | — | Erstveröffentlichung: September 1980                                   |
| 1984 | The Collection Starblend Records NITE 1   | UK43 (5 Wo.)UK | — | — | Erstveröffentlichung: Januar 1984                                      |
| 1989 | The Singles Album Polygram 842 003-2      | UK12 Gold · (12 Wo.)UK | — | — | Erstveröffentlichung: Oktober 1989                                     |
| 2006 | The Greatest Hits Columbia 82876738812    | UK33 Silber · (3 Wo.)UK | — | — | Erstveröffentlichung: März 2006                                        |
| 2011 | S. O. U. L.: Gladys Knight Sony Music CMG | — | — | R&B66 (2 Wo.)R&B | Erstveröffentlichung: 22. Februar 2011                                 |
| 2020 | Gold Sony Music                           | UK45 (1 Wo.)UK | — | — | Erstveröffentlichung: 7. März 2020                                     |

Weitere Kompilationen
- 1965: Gladys Knight and the Pips
- 1966: Tastiest Hits
- 1973: Every Beat of My Heart
- 1973: How Do You Say Goodbye
- 1974: Super-Pak
- 1974: Super Hits
- 1974: Queen of Tears
- 1975: Pow!
- 1975: I Heard It Through the Grape-Vine!
- 1975: The Very Best Of (The World Of)
- 1975: Early Roots
- 1976: 20 Fantastic Hits
- 1976: Reflections of a Legend (2 LPs)
- 1977: Tell Her You’re Mine
- 1978: Memories of the Way We Were (2 LPs)
- 1979: On & On
- 1979: 20 Golden Greats
- 1980: Midnight Train to Georgia
- 1980: Spotlight on Gladys Knight and the Pips
- 1980: Every Beat of My Heart
- 1981: Juke Box Giants
- 1982: Every Beat of My Heart
- 1982: Looking Back: The Fury Years
- 1983: All the Greatest Hits
- 1984: Compact Command Performances: 17 Greatest Hits
- 1984: Before Now
- 1984: Before Now, After Then (2 LPs)
- 1984: It’s Showtime
- 1986: Anthology (2 CDs)
- 1987: Broken Promises
- 1988: The Best That Ever Happened: 18 Greatest Hits
- 1988: The Very Best of Gladys Knight and the Pips
- 1988: The Very Best of Gladys Knight and the Pips (The Columbia Years)
- 1989: The Very Best of Gladys Knight and the Pips Vol. II
- 1989: Soul Sisters
- 1990: Greatest Hits (US: Gold)
- 1990: Soul Survivors: The Best of Gladys Knight and the Pips
- 1991: The Way We Were (auch bekannt als: Soul Emotions)
- 1992: Soulfully Yours
- 1993: You’ve Lost That Lovin’ Feelin’
- 1993: Broken Promises
- 1994: Pop Fire
- 1995: Come See About Me
- 1995: Greatest Hits (2 CDs)
- 1996: Blue Lights in the Basement
- 1997: The Ultimate Collection
- 1997: Midnight Train to Georgia: The Encore Collection
- 1997: Collector’s Edition (Long Box mit 3 CDs)
- 1997: The Collection
- 1999: Essential Collection
- 2000: The Motown Years
- 2000: The Universal Master Collection
- 2001: The Best Of
- 2004: Superhits
- 2005: Love Songs
- 2005: Gold (2 CDs)
- 2006: Beautiful Ballads
- 2006: Soul Legends
- 2007: Midnight Train to Georgia: The Best Of (2 CDs)
- 2007: Love Finds It’s Own Way: The Best Of
- 2008: Greatest Hits 1973–1985
- 2008: The Definitive Collection
- 2008: Letter Full of Tears (2 CDs)
- 2009: Love Songs
- 2009: The Way We Were: The Best Of (2 CDs)
- 2012: The Best of Gladys Knight & the Pips (2 CDs)
- 2014: The Greatest Hits: I Can See Clearly Now (19 Files)
- 2015: The Essential Gladys Knight & the Pips: The Buddah & Columbia Years (30 Files)

### Soundtracks
| Jahr | Titel Musiklabel Katalog-Nr.   | Höchstplatzierung, Gesamtwochen, AuszeichnungChartplatzierungen (Jahr, Titel, Musiklabel Katalog-Nr., Platzierungen, Wochen, Auszeichnungen, Anmerkungen) | Höchstplatzierung, Gesamtwochen, AuszeichnungChartplatzierungen (Jahr, Titel, Musiklabel Katalog-Nr., Platzierungen, Wochen, Auszeichnungen, Anmerkungen) | Höchstplatzierung, Gesamtwochen, AuszeichnungChartplatzierungen (Jahr, Titel, Musiklabel Katalog-Nr., Platzierungen, Wochen, Auszeichnungen, Anmerkungen) | Anmerkungen                                                                      |
| Jahr | Titel Musiklabel Katalog-Nr.   | UK | US | R&B | Anmerkungen                                                                      |
| ---- | ------------------------------ | --- | --- | --- | -------------------------------------------------------------------------------- |
| 1974 | Claudine O.S.T. Buddah 5602    | — | US35 Gold · (34 Wo.)US | R&B1 (34 Wo.)R&B | Erstveröffentlichung: April 1974 Produzent: Curtis Mayfield                      |
| 1976 | Pipe Dreams O.S.T. Buddah 5676 | — | US94 (12 Wo.)US | R&B16 (12 Wo.)R&B | Erstveröffentlichung: November 1976 Produzenten: Bubba Knight, Dominic Frontiere |

### Weihnachtsalben
- 1975: Bless This House
- 1982: That Special Time of Year

## Singles
| Jahr | Titel Album                                                                | Höchstplatzierung, Gesamtwochen, AuszeichnungChartplatzierungen (Jahr, Titel, Album, Platzierungen, Wochen, Auszeichnungen, Anmerkungen) | Höchstplatzierung, Gesamtwochen, AuszeichnungChartplatzierungen (Jahr, Titel, Album, Platzierungen, Wochen, Auszeichnungen, Anmerkungen) | Höchstplatzierung, Gesamtwochen, AuszeichnungChartplatzierungen (Jahr, Titel, Album, Platzierungen, Wochen, Auszeichnungen, Anmerkungen) | Höchstplatzierung, Gesamtwochen, AuszeichnungChartplatzierungen (Jahr, Titel, Album, Platzierungen, Wochen, Auszeichnungen, Anmerkungen) | Anmerkungen | [↑]: gemeinsam behandelt mit vorhergehendem Eintrag; [←]: in beiden Charts platziert |
| Jahr | Titel Album                                                                | UK | US | R&B | Dance | Anmerkungen |                                                                                      |
| ---- | -------------------------------------------------------------------------- | --- | --- | --- | --- | --- | ------------------------------------------------------------------------------------ |
| 1961 | Every Beat of My Heart –                                                   | — | US6 (13 Wo.)US | R&B1 (12 Wo.)R&B | — | Erstveröffentlichung: April 1961; als Pips Originalaufnahme, erschienen bei Vee-Jay Records Autor: Johnny Otis Original: The Royals, 1952 |                                                                                      |
| 1961 | Every Beat of My Heart (New Version) Letter Full of Tears                  | — | US45 (7 Wo.)US | R&B15 (3 Wo.)R&B | — | Erstveröffentlichung: Mai 1961 Neuaufnahme, erschienen bei Fury Records |                                                                                      |
| 1961 | Letter Full of Tears                                                       | — | US19 (12 Wo.)US | R&B3 (15 Wo.)R&B | — | Erstveröffentlichung: November 1961 Autor: Don Covay |                                                                                      |
| 1962 | Operator Letter Full of Tears                                              | — | US97 (2 Wo.)US | — | — | Erstveröffentlichung: April 1962 Autoren: Bob Elgin, Kay Rogers, Ray Jones |                                                                                      |
| 1964 | Giving Up Gladys Knight                                                    | — | US38 (10 Wo.)US | R&B6 (15 Wo.)R&B | — | Erstveröffentlichung: April 1964 Autor: Van McCoy |                                                                                      |
| 1964 | Lovers Always Forgive Gladys Knight                                        | — | US89 (5 Wo.)US | — | — | Erstveröffentlichung: August 1964 Autor: Van McCoy |                                                                                      |
| 1967 | Take Me in Your Arms and Love Me Everybody Needs Love                      | UK13 (15 Wo.)UK | US98 (2 Wo.)US | — | — | Erstveröffentlichung: 16. März 1967 Autoren: Cornelius Grant, Roger Penzabene, Barrett Strong |                                                                                      |
| 1967 | Everybody Needs Love                                                       | — | US39 (9 Wo.)US | — | — | Erstveröffentlichung: 12. Juni 1967 Autoren: Norman Whitfield, Edward Holland, Jr. |                                                                                      |
| 1967 | I Heard It Through the Grapevine Everybody Needs Love                      | UK47 (1 Wo.)UK | US2 (17 Wo.)US | R&B1 (17 Wo.)R&B | — | Erstveröffentlichung: 28. September 1967 Autoren: Norman Whitfield, Barrett Strong |                                                                                      |
| 1968 | The End of Our Road Feelin’ Bluesy                                         | — | US15 (10 Wo.)US | R&B5 (11 Wo.)R&B | — | Erstveröffentlichung: 25. Januar 1968 Autoren: Norman Whitfield, Barrett Strong, Roger Penzabene |                                                                                      |
| 1968 | It Should Have Been Me Feelin’ Bluesy                                      | — | US40 (8 Wo.)US | R&B9 (9 Wo.)R&B | — | Erstveröffentlichung: 16. Mai 1968 Autoren: Norman Whitfield, William Stevenson Original: Kim Weston, 1963 |                                                                                      |
| 1968 | I Wish It Would Rain Silk n’ Soul                                          | — | US41 (10 Wo.)US | R&B15 (9 Wo.)R&B | — | Erstveröffentlichung: 8. August 1968 Autoren: Norman Whitfield, Barrett Strong, Roger Penzabene Original: The Temptations, 1967 |                                                                                      |
| 1969 | Didn’t You Know (You’d Have to Cry Sometime) Nitty Gritty                  | — | US63 (7 Wo.)US | R&B11 (9 Wo.)R&B | — | Erstveröffentlichung: 13. Februar 1969 Autoren: Nickolas Ashford, Valerie Simpson |                                                                                      |
| 1969 | The Nitty Gritty Nitty Gritty                                              | — | US19 (11 Wo.)US | R&B2 (13 Wo.)R&B | — | Erstveröffentlichung: 26. Juni 1969 Autor: Lincoln Chase Original: Shirley Ellis, 1963 |                                                                                      |
| 1969 | Friendship Train Greatest Hits                                             | — | US17 (14 Wo.)US | R&B2 (13 Wo.)R&B | — | Erstveröffentlichung: 6. Oktober 1969 Autoren: Norman Whitfield, Barrett Strong |                                                                                      |
| 1970 | You Need Love Like I Do (Don’t You) Greatest Hits                          | — | US25 (8 Wo.)US | R&B3 (10 Wo.)R&B | — | Erstveröffentlichung: 3. März 1970 Autoren: Norman Whitfield, Barrett Strong |                                                                                      |
| 1970 | If I Were Your Woman                                                       | — | US9 (15 Wo.)US | R&B1 (15 Wo.)R&B | — | Erstveröffentlichung: 29. Oktober 1970 Autoren: Gloria Jones, Pam Sawyer, Clarence McMurray |                                                                                      |
| 1971 | I Don’t Want to Do Wrong If I Were Your Woman                              | — | US17 (11 Wo.)US | R&B2 (12 Wo.)R&B | — | Erstveröffentlichung: 6. Mai 1971 Autoren: Merald Jun Knight, Gladys Knight, Johnny Bristol, Katherine Schaffner, William Guest |                                                                                      |
| 1971 | Make Me the Woman That You Go Home To Standing Ovation                     | — | US27 (10 Wo.)US | R&B3 (13 Wo.)R&B | — | Erstveröffentlichung: 18. November 1971 Autor: Clay McMurray |                                                                                      |
| 1972 | Help Me Make It Through the Night Standing Ovation                         | UK11 (17 Wo.)UK | US33 (8 Wo.)US | R&B13 (9 Wo.)R&B | — | Erstveröffentlichung: 6. März 1972 Autor und Original: Kris Kristofferson, 1970 |                                                                                      |
| 1972 | Just Walk in My Shoes Everybody Needs Love                                 | UK35 (8 Wo.)UK | — | — | — | Erstveröffentlichung: 2. Juni 1972 Autoren: Kay Lewis, Helen Lewis |                                                                                      |
| 1973 | Neither One of Us (Wants to Be the First to Say Goodbye) Neither One of Us | UK31 (7 Wo.)UK | US2 (16 Wo.)US | R&B1 (16 Wo.)R&B | — | Erstveröffentlichung: 26. Dezember 1972 Grammy (Pop Vocal Group) Autor und Original: Jim Weatherly, 1972 |                                                                                      |
| 1973 | Look of Love Silk n’ Soul                                                  | UK21 (9 Wo.)UK | — | — | — | Erstveröffentlichung: 16. Februar 1973 Autoren: Burt Bacharach, Hal David Original: Dusty Springfield, 1967 |                                                                                      |
| 1973 | Daddy Could Swear, I Declare Neither One of Us                             | — | US19 (15 Wo.)US | R&B2 (14 Wo.)R&B | — | Erstveröffentlichung: 9. April 1973 Autoren: Bubba Knight, Gladys Knight, Johnny Bristol |                                                                                      |
| 1973 | Where Peaceful Waters Flow Imagination                                     | — | US28 (11 Wo.)US | R&B5 (11 Wo.)R&B | — | Erstveröffentlichung: Juni 1973 Autor: Jim Weatherly |                                                                                      |
| 1973 | All I Need Is Time                                                         | — | US61 (7 Wo.)US | R&B28 (10 Wo.)R&B | — | Erstveröffentlichung: 10. Juli 1973 Autor: Bud Reneau |                                                                                      |
| 1973 | Midnight Train to Georgia Imagination                                      | UK10 Platin · (9 Wo.)UK | US1 Gold · (19 Wo.)US | R&B1 (18 Wo.)R&B | — | Erstveröffentlichung: August 1973; Charteinstieg UK: im Mai 1976; Grammy (R&B Vocal Group) + Hall of Fame Platz 29 der Songs of the Century (Liste 2001) Platz 439 der Rolling Stone 500 (Liste 2011) Autor und Original: Jim Weatherly, 1972 |                                                                                      |
| 1973 | I’ve Got to Use My Imagination Imagination                                 | — | US4 Gold · (16 Wo.)US | R&B1 (16 Wo.)R&B | — | Erstveröffentlichung: November 1973 Autoren: Gerry Goffin, Barry Goldberg |                                                                                      |
| 1974 | The Best Thing That Ever Happened to Me Imagination                        | UK7 (10 Wo.)UK | US3 Gold · (17 Wo.)US | R&B1 (19 Wo.)R&B | — | Erstveröffentlichung: Februar 1974; Charteintritt in UK erst im August 1975 Autor: Jim Weatherly Original: Danny Thomas, 1973 |                                                                                      |
| 1974 | On and On Claudine                                                         | — | US5 Gold · (17 Wo.)US | R&B2 (15 Wo.)R&B | — | Erstveröffentlichung: April 1974 vom Soundtrack des Films Claudine Autor: Curtis Mayfield |                                                                                      |
| 1974 | Between Her Goodbye and My Hello Knight Time                               | — | US57 (9 Wo.)US | R&B45 (10 Wo.)R&B | — | Erstveröffentlichung: 22. Mai 1974 Autor: Jim Weatherly |                                                                                      |
| 1974 | I Feel a Song (In My Heart) I Feel a Song                                  | — | US21 (17 Wo.)US | R&B1 (17 Wo.)R&B | — | Erstveröffentlichung: September 1974 Autoren: Tony Camillo, Mary Sawyer Original: Sandra Richardson, 1971 |                                                                                      |
| 1974 | Don’t Burn Down the Bridge I Feel a Song                                   | — | US45 (1 Wo.)US | — | — | B-Seite von I Feel a Song (In My Heart) Autor: Ronnie Miller |                                                                                      |
| 1975 | Love Finds It’s Own Way I Feel a Song                                      | — | US47 (8 Wo.)US | R&B3 (12 Wo.)R&B | — | Erstveröffentlichung: Februar 1975 Autor: Jim Weatherly |                                                                                      |
| 1975 | The Way We Were / Try to Remember (Medley) I Feel a Song                   | UK4 Silber · (15 Wo.)UK | US11 (17 Wo.)US | R&B3 (16 Wo.)R&B | — | Erstveröffentlichung: März 1975 Autoren: Alan Bergman, Marilyn Bergman, Marvin Hamlisch / Harvey Schmidt, Tom Jones Originale: Barbra Streisand, 1973 / Harry Belafonte, 1962                                                                 |                                                                                      |
| 1975 | Money 2nd Anniversary                                                      | — | US50 (7 Wo.)US | R&B4 (11 Wo.)R&B | — | Erstveröffentlichung: August 1975 Autor: Eugene McDaniels Original: Lenny Williams, 1974 |                                                                                      |
| 1975 | Part Time Love 2nd Anniversary                                             | UK30 (5 Wo.)UK | US22 (11 Wo.)US | R&B4 (14 Wo.)R&B | — | Erstveröffentlichung: Oktober 1975 Autor und Original: David Gates, 1975 |                                                                                      |
| 1976 | Make Yours a Happy Home Claudine                                           | UK35 (4 Wo.)UK | — | R&B13 (12 Wo.)R&B | — | Erstveröffentlichung: März 1976 Autor: Curtis Mayfield |                                                                                      |
| 1976 | So Sad the Song Pipe Dreams                                                | UK20 (9 Wo.)UK | US47 (8 Wo.)US | R&B12 (16 Wo.)R&B | — | Erstveröffentlichung: September 1976 vom Soundtrack des Films Pipe Dreams Autoren: Gerry Goffin, Michael Masser |                                                                                      |
| 1977 | Nobody but You Pipe Dreams                                                 | UK34 (2 Wo.)UK | — | — | — | Erstveröffentlichung: 7. Januar 1977 Autoren: Barry Mann, Cynthia Weil Original: Barry Mann, 1975 |                                                                                      |
| 1977 | Baby Don’t Change Your Mind Still Together                                 | UK4 Silber · (12 Wo.)UK | US52 (11 Wo.)US | R&B10 (14 Wo.)R&B | — | Erstveröffentlichung: Mai 1977 Autor: Van McCoy Original: The Stylistics, 1976 |                                                                                      |
| 1977 | Home Is Where the Heart Is Still Together                                  | UK35 (4 Wo.)UK | — | — | — | Erstveröffentlichung: 2. September 1977 Autoren: Joe Cobb, Van McCoy Original: Bobby Reed, 1972 |                                                                                      |
| 1977 | Sorry Doesn’t Always Make It Right The One and Only …                      | — | — | R&B24 (16 Wo.)R&B | — | Erstveröffentlichung: Oktober 1977 Autoren: Michael Masser, Pam Sawyer Original: Diana Ross, 1971 |                                                                                      |
| 1978 | The One and Only The One and Only …                                        | UK32 (5 Wo.)UK | — | R&B40 (10 Wo.)R&B | — | Erstveröffentlichung: März 1978 Autoren: Alan Bergman, Marilyn Bergman, Patrick Williams |                                                                                      |
| 1978 | Come Back and Finish What You Started The One and Only …                   | UK15 (13 Wo.)UK | — | — | — | Erstveröffentlichung: 9. Juni 1978 Autoren: Joe Cobb, Van McCoy Original: Faith, Hope and Charity, 1971 |                                                                                      |
| 1978 | It’s Better Than Good Time The One and Only …                              | UK59 (4 Wo.)UK | — | R&B16 (13 Wo.)R&B | — | Erstveröffentlichung: August 1978 Autor: Tony Macaulay |                                                                                      |
| 1980 | Landlord About Love                                                        | — | US46 (9 Wo.)US | R&B3 (20 Wo.)R&B | — | Erstveröffentlichung: März 1980 Autoren: Nickolas Ashford, Valerie Simpson |                                                                                      |
| 1980 | Taste of Bitter Love About Love                                            | UK35 (6 Wo.)UK | — | R&B38 (9 Wo.)R&B | Dance37 (15 Wo.)Dance | Erstveröffentlichung: Juli 1980 Autoren: Nickolas Ashford, Valerie Simpson |                                                                                      |
| 1980 | Bourgie, Bourgie About Love                                                | UK32 (6 Wo.)UK | — | R&B45 (9 Wo.)R&B[Dance: ↑] | Dance37 (15 Wo.)Dance | Erstveröffentlichung: Oktober 1980 Autoren: Nickolas Ashford, Valerie Simpson Original: John Davis with the Monster Orchestra, 1979 |                                                                                      |
| 1981 | Forever Yesterday (For the Children) –                                     | — | — | R&B52 (7 Wo.)R&B | — | Erstveröffentlichung: Mai 1981 Autor: G. Smith |                                                                                      |
| 1981 | If That’ll Make You Happy Touch                                            | — | — | R&B37 (13 Wo.)R&B | — | Erstveröffentlichung: Juli 1981 Autoren: Nickolas Ashford, Valerie Simpson |                                                                                      |
| 1981 | I Will Fight Touch                                                         | — | — | R&B21 (14 Wo.)R&B | Dance35 (14 Wo.)Dance | Erstveröffentlichung: Oktober 1981 Autoren: Nickolas Ashford, Valerie Simpson |                                                                                      |
| 1982 | A Friend of Mine Touch                                                     | — | — | R&B50 (9 Wo.)R&B | — | Erstveröffentlichung: Februar 1982 Autoren: Nickolas Ashford, Valerie Simpson |                                                                                      |
| 1983 | Save the Overtime (For Me) Visions                                         | — | US66 (10 Wo.)US | R&B1 (25 Wo.)R&B | Dance18 (17 Wo.)Dance | Erstveröffentlichung: April 1983 Autoren: Bubba Knight, Gladys Knight, Joey Gallo, Rickey Smith, Sam Dees |                                                                                      |
| 1983 | You’re Number One (In My Book) Visions                                     | — | — | R&B5 (19 Wo.)R&B | — | Erstveröffentlichung: Juli 1983 Autoren: Dana Meyers, Leon Sylvers, William Zimmerman, Wilmer Raglin |                                                                                      |
| 1983 | Hero (Wind Beneath My Wings) Visions                                       | — | — | R&B64 (11 Wo.)R&B | — | Erstveröffentlichung: November 1983 Autoren: Larry Henley, Original: Roger Whittaker, 1981 |                                                                                      |
| 1984 | When You’re Far Away Visions                                               | — | — | R&B42 (10 Wo.)R&B | Dance73 (4 Wo.)Dance | Erstveröffentlichung: Januar 1984 Autoren: Jimmy Jam und Terry Lewis |                                                                                      |
| 1985 | My Time Life                                                               | — | — | R&B16 (14 Wo.)R&B | — | Erstveröffentlichung: Januar 1985 Autoren: Bubba Knight, Gladys Knight, Sam Dees |                                                                                      |
| 1985 | Keep Givin’ Me Love Life                                                   | — | — | R&B31 (11 Wo.)R&B | — | Erstveröffentlichung: 20. April 1985 Autoren: Geordie Walker, Pamela Phillips-Oland, Wilmer Raglin |                                                                                      |
| 1985 | Till I See You Again Life                                                  | — | — | R&B85 (4 Wo.)R&B | — | Erstveröffentlichung: November 1985 Autoren: Bunny Sigler, Marvin Morrow |                                                                                      |
| 1986 | Send It to Me Miami Vice II                                                | — | — | R&B14 (13 Wo.)R&B | — | Erstveröffentlichung: Dezember 1986 vom Soundtrack der TV-Serie Miami Vice II Autoren: Michael Verdick, Ian Eales |                                                                                      |
| 1987 | Love Overboard All Our Love                                                | UK42 (4 Wo.)UK | US13 (14 Wo.)US | R&B1 (15 Wo.)R&B | Dance4 (12 Wo.)Dance | Erstveröffentlichung: November 1987 Grammy (R&B Vocal Group) Autor: Reggie Calloway |                                                                                      |
| 1988 | Lovin’ On Next to Nothin’ All Our Love                                     | UK81 (2 Wo.)UK | — | R&B3 (13 Wo.)R&B | Dance10 (11 Wo.)Dance | Erstveröffentlichung: Februar 1988 Autoren: Alan Rich, Howie Rice, Jeff Pescetto |                                                                                      |
| 1988 | It’s Gonna Take All Your Love All Our Love                                 | — | — | R&B29 (10 Wo.)R&B | — | Erstveröffentlichung: Mai 1988 Autor: Sam Dees |                                                                                      |

grau schraffiert: keine Chartdaten aus diesem Jahr verfügbar

Cover zu I Heard It Through the Grapevine

Weitere Singles
- 1958: Ching Chong (als The Pips)
- 1961: Guess Who
- 1962: Linda (als The Pips)
- 1963: Happiness (Is the Light of Love) (als The Pips)
- 1963: A Love Like Mine
- 1964: What Shall I Do
- 1964: Either Way I Lose
- 1965: Stop and Get a Hold of Myself
- 1965: If I Should Ever Fall in Love
- 1966: Just Walk in My Shoes
- 1978: If I Could Bring Back Yesterday (als The Pips)
- 1980: When a Child Is Born (mit Johnny Mathis)
- 1982: That Special Time of Year
- 1984: Here’s That Sunny Day (vom Soundtrack des Films Biete Mutter – suche Vater)

## Statistik

### Chartauswertung
|                     | UK    | US     | R&B      |
| ------------------- | ----- | ------ | -------- |
| Nummer-eins-Alben   | UK—UK | US—US  | R&B5R&B  |
| Top-10-Alben        | UK2UK | US2US  | R&B12R&B |
| Alben in den Charts | UK9UK | US25US | R&B26R&B |

|                       | UK     | US     | R&B      | Dance       |
| --------------------- | ------ | ------ | -------- | ----------- |
| Nummer-eins-Singles   | UK—UK  | US1US  | R&B10R&B | Dance—Dance |
| Top-10-Singles        | UK4UK  | US8US  | R&B30R&B | Dance2Dance |
| Singles in den Charts | UK22UK | US40US | R&B54R&B | Dance6Dance |

### Auszeichnungen für Musikverkäufe
| Goldene Schallplatte - Kanada - 1975: für das Album Imagination | 2× Platin-Schallplatte - Neuseeland - 2023: für die Single Midnight Train To Georgia |

Anmerkung: Auszeichnungen in Ländern aus den Charttabellen bzw. Chartboxen sind in ebendiesen zu finden.
| Land/RegionAuszeichnungen für Musikverkäufe (Land/Region, Auszeichnungen, Verkäufe, Quellen) | Silber     | Gold       | Platin     | Verkäufe  | Quellen          |
| -------------------------------------------------------------------------------------------- | ---------- | ---------- | ---------- | --------- | ---------------- |
| Kanada (MC)                                                                                  | —          | Gold1      | —          | 50.000    | musiccanada.com  |
| Neuseeland (RMNZ)                                                                            | —          | —          | 2× Platin2 | 60.000    | radioscope.co.nz |
| Vereinigte Staaten (RIAA)                                                                    | —          | 11× Gold11 | —          | 7.500.000 | riaa.com         |
| Vereinigtes Königreich (BPI)                                                                 | 5× Silber5 | 2× Gold2   | 2× Platin2 | 1.820.000 | bpi.co.uk        |
| Insgesamt                                                                                    | 5× Silber5 | 14× Gold14 | 4× Platin4 |           |                  |